# Knoutsodonta inconspicua
Knoutsodonta inconspicua is een slakkensoort uit de familie van de Onchidorididae. De wetenschappelijke naam van de soort werd voor het eerst geldig gepubliceerd in 1851 door Alder & Hancock als Doris inconspicua.